# 和静站
和静站，位于中华人民共和国新疆维吾尔自治区巴音郭楞蒙古自治州和静县和静镇，是鱼焉铁路上的火车站，建于1979年，由乌鲁木齐铁路局管辖。

## 車站周邊
- 和静第三中学
- 中国人民银行和静支行

## 歷史
- 建于1979年，是南疆铁路第一批通车的车站。
- 2015年2月1日，南疆铁路吐库二线启用，南疆线全部旅客列车改经由新建二线而不再经过该站，本站也改为货运车站而关闭了候车设施。
- 经当地各界争取，2018年10月20日恢复客运业务，开行本站至库尔勒的短途旅客列车，每日共二对四车次，中间均经停焉耆站[4]。

## 外部連結
- 中国铁路客户服务中心（页面存档备份，存于）